# Аврора (Онтаріо)
 Аврора  (англ. Aurora) — місто в провінції Онтаріо у Канаді. Аврора розташоване 40 км на північ від міста Торонто. Місто налічує 47,629 мешканців (2006) і є частиною промислового району, прозваного «Золотою підковою» (англ. Golden Horseshoe).

## Особливості

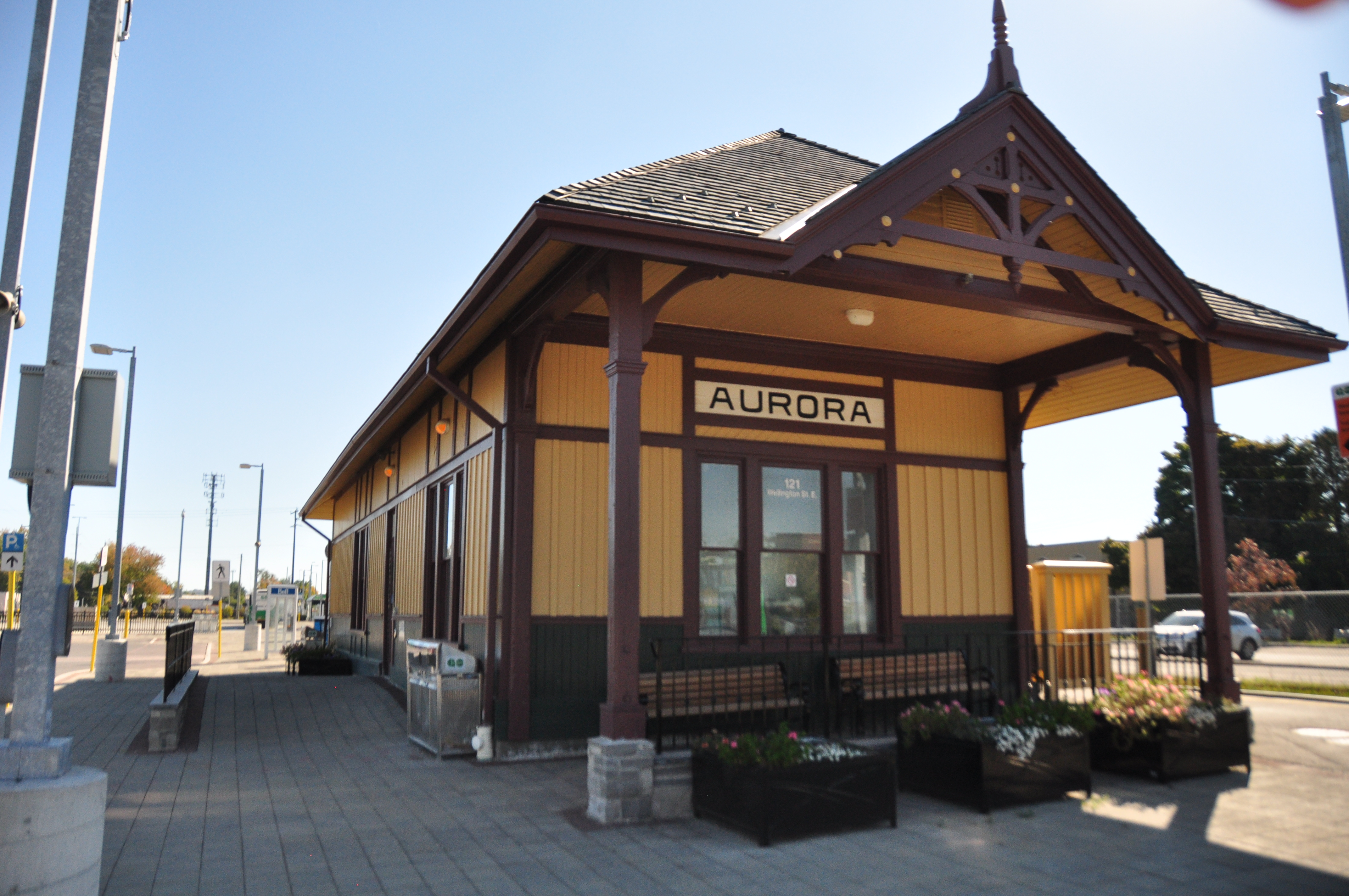
Історична залізнична станція компанії Grand Trunk, тепер Go Train

- «Золота підкова» — (англ. Golden Horseshoe)

## Персоналії
- Лестер Пірсон — прем'єр-міністр Канади, лауреат Нобелівської премії миру.